# Poliisobutilene
Il poliisobutilene (PIB) è una gomma sintetica, un omopolimero di 2-metil-1-propene, prodotto dalla polimerizzazione di circa il 98% di isobutilene con circa il 2% di isoprene. Viene commerciato dalla BASF con i nomi commerciali "Oppanol", "Oppanol B" e "Oppanol C".

## Descrizione e caratteristiche
Strutturalmente, il Poliisobutilene somiglia al polipropilene, con due gruppi metilici sostituito in ogni altro atomo di carbonio.
Il suo colore va dall'incolore a giallo chiaro ed è viscoelastico, inoltre è generalmente inodore e insapore, anche se può esibire un lieve odore caratteristico.
Possiede un'eccellente impermeabilità, e un'elevata flessibilità.